# Merionoeda curtipennis
Merionoeda curtipennis là một loài bọ cánh cứng trong họ Cerambycidae.